# 杜松果

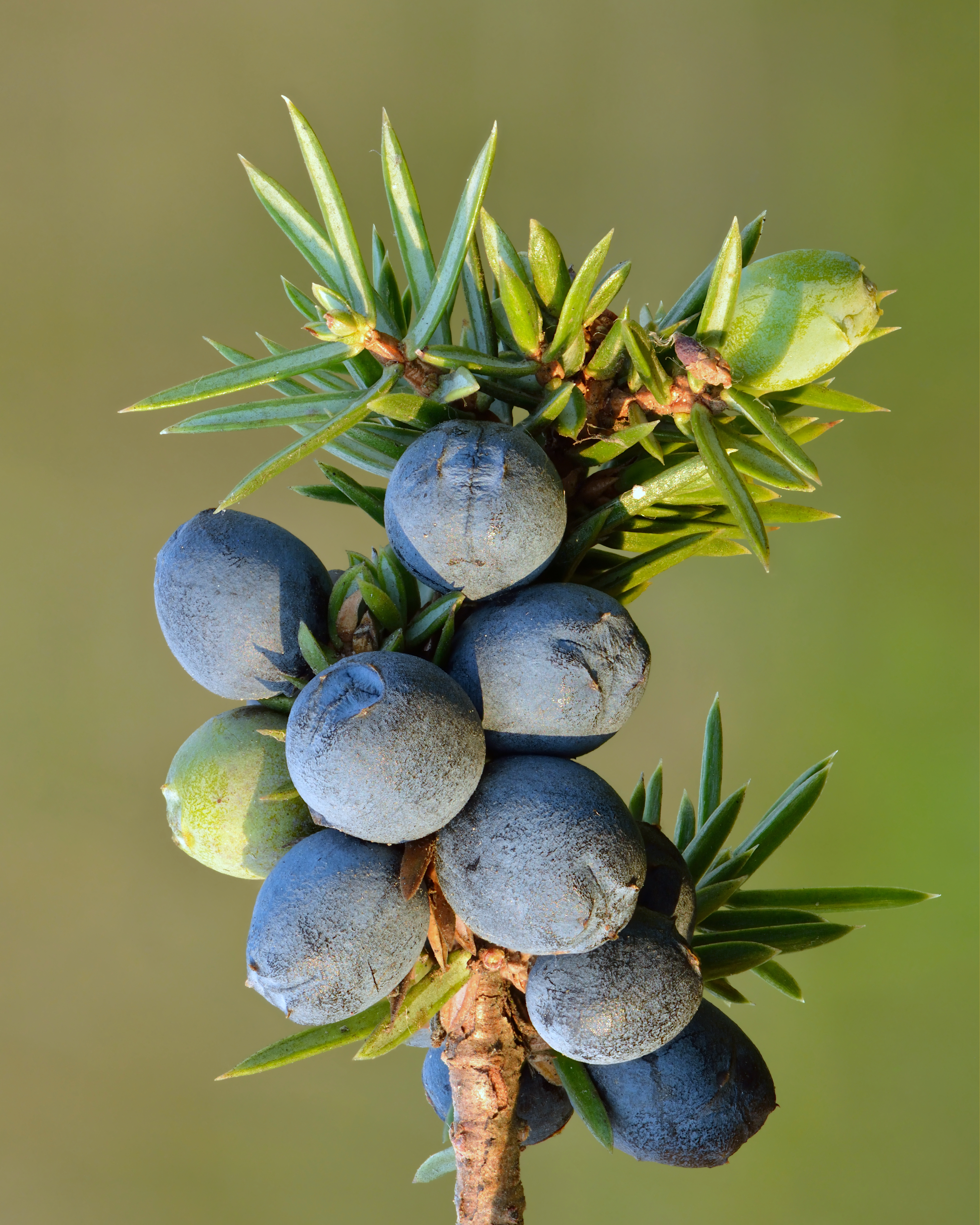
杜松果は実際は本当の果実ではなく球果（松かさ）である。

杜松果（としょうか）またはジュニパーベリー（英語: juniper berry）は、ビャクシン属樹木（ジュニパー）の様々な種によって作られる雌球果である。杜松実（としょうじつ）や杜松子とも呼ばれる。真正液果（ベリー）ではなく、異常に肉質で融合した鱗片を持つ球果であり、ベリー様の外観をしている。ほんの一握りの種（特にセイヨウネズ）の球果が、特に西洋料理において、香辛料として使われる。また、ジンの独特の香りのもとでもある。球果植物（コニファー）由来の材料で香辛料として使われるのは杜松果とトウヒ（スプルース）の芽だけである。

## 解説

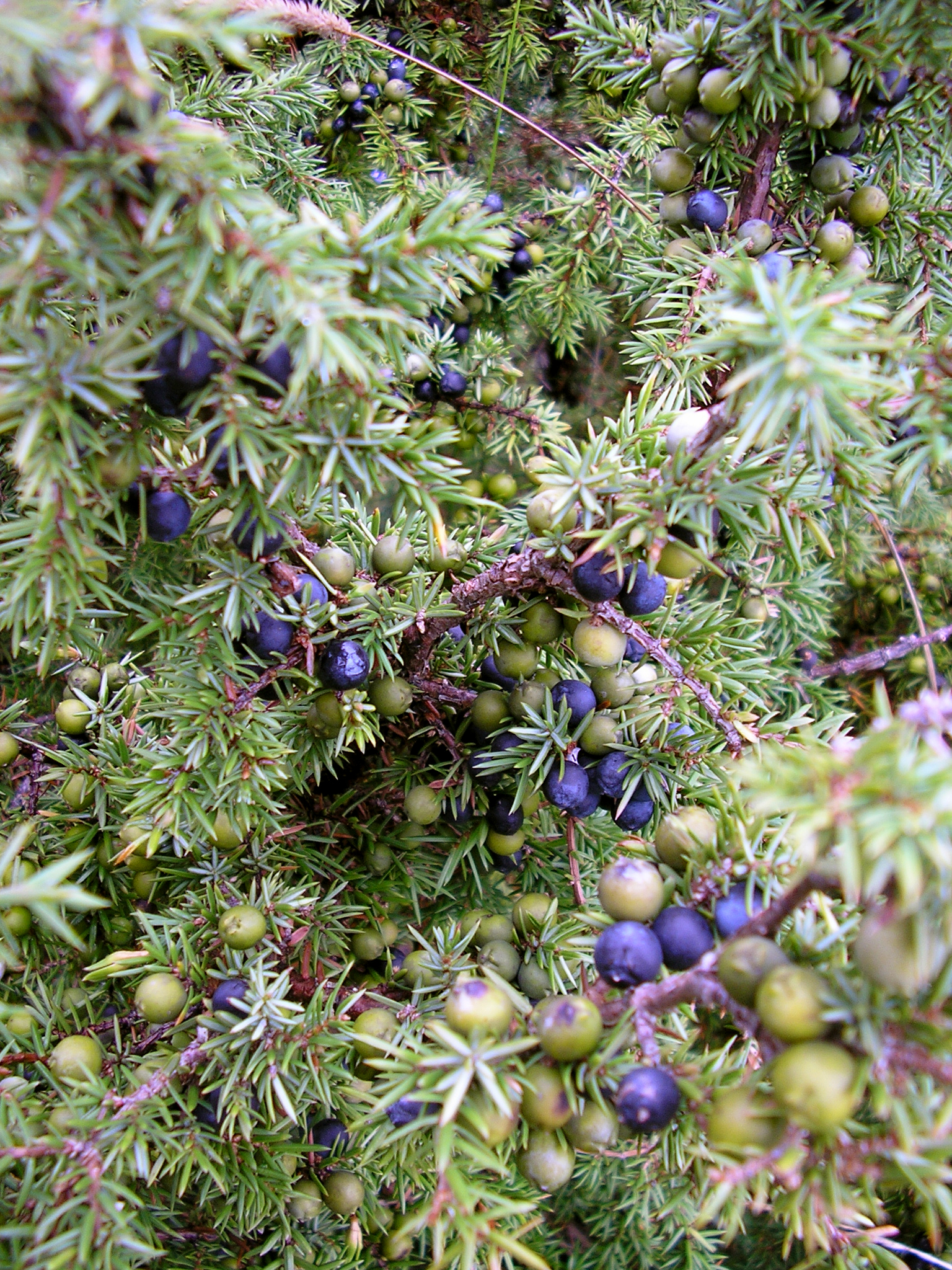
未熟な緑色の球果と成熟した紫色の球果が同じ植物体上で成長しているのを見てとれる。

セイヨウネズ（Juniperus communis、西洋杜松）の球果は直径4 - 12ミリメートル（mm）である。その他の種でもほとんど同じ大きさであるが、J. drupacea（20 - 28mm）など一部の種ではより大きい。典型的な松かさの鱗片が分離していて、木質であるのとは異なり、杜松果の鱗片は多肉質で、融合して種子を覆う一つのまとまった被覆となっている。ほとんどの種で未熟な時は緑色で、成熟する（おおよそ18か月を要する）と紫色から黒色となる。成熟には8から10か月しかかからない種もあれば、J. drupaceaでは24か月以上を要するもある。成熟した、濃い色の球果が大抵料理に使われるが、ジンの香り付けには十分に生長した未熟な球果が使われる。

### 化学成分
杜松果は多様な化学物質を含む。精油成分が体積のおよそ2%、フラボノイド、その他樹脂（体積のおよそ10%）、タンパク質、酢酸、リンゴ酸、ギ酸などである.。球果の抽出物からは、脂肪酸、テルペン類（ピネン、サビネン、テルピネン-4-オール、リモネン、ミルセン）、芳香族化合物、炭化水素が単離されている。

## 毒性
アメリカ合衆国では一般に安全と認められる（GRAS）として分類されている。

## 使用

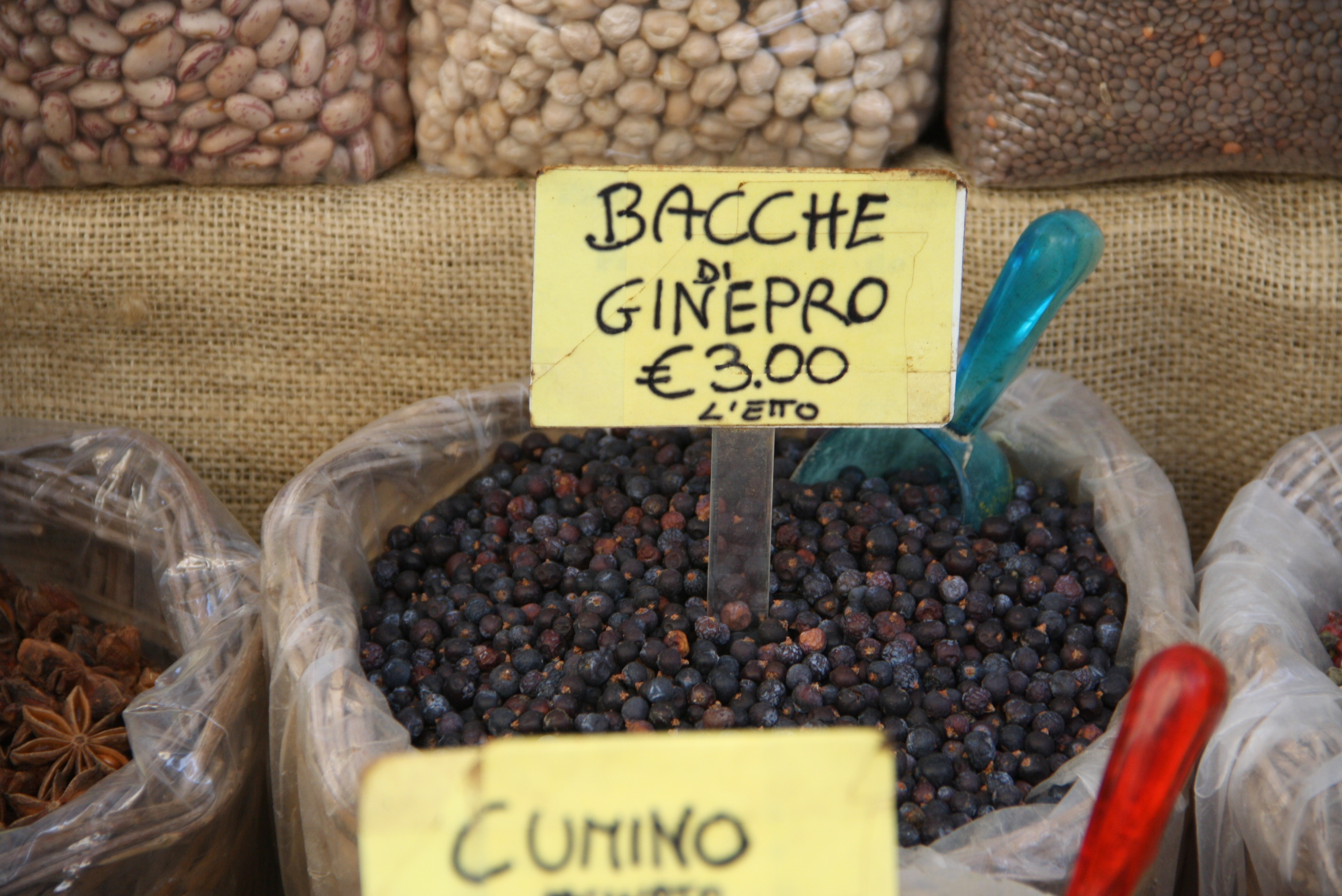
シチリア島のシラクサの市場で売られている乾燥杜松果

一部のジュニパーの球果は食べるには苦すぎると考えられる。セイヨウネズとJ. drupaceaに加えて、食用種としてはカナリアビャクシン（J. phoenicea）、ワニカワビャクシン（J. deppeana）、J. californicaがある。
未熟な緑色の球果の香り成分はピネンが支配的である。成熟するにつれて、この松のような、樹脂性の背景に、ハロルド・マギーが言うところの「グリーン-フレッシュ」で柑橘系の雰囲気が加わる。球果の外鱗片はあまり香りがないため、香辛料として使う場合にはほぼ必ず少なくとも軽く砕いて使う。新鮮なものと乾燥したもののどちらも使われるが、香味や芳香は収穫直後が最も強く、乾燥や貯蔵中に減弱する。

### 香味料
杜松果は北欧料理と特にスカンジナビア料理で、肉料理、特に野鳥（ツグミ、クロウタドリ、ヤマシギなど）の肉とジビエ（イノシシやシカ）の肉に「鋭く、はっきりした風味を付ける」ために使われる。また、豚肉、キャベツ、ザワークラウト料理の風味付けにも使われる。シュークルート・ガルニ（アルザス地方のザワークラウトと肉の料理）の伝統的なレシピには杜松実が例外なく含まれる。ノルウェー料理、デンマーク料理、スウェーデン料理に加えて、杜松実はドイツ、オーストリア、チェコ、ポーランド、ハンガリー料理（ドイツのザウアーブラーテンといったロースト）でも使われることがある。北イタリア、特に南ティロルの料理にも杜松実が取り入れられる。また、イタリアのアプリア地方でも使われる。
ビャクシン属樹木（典型的にはセイヨウネズ）は、ジン（17世紀のオランダ発祥の蒸留酒）の風味付けに使われる。「ジン（gin）」という名前自身も「ネズ」を意味するフランス語のgenièvreあるいはオランダ語のjeneverのいずれかに由来する。その他に、フィンランドのサハティと呼ばれるライムギビールの風味付けにネズの球果と枝が使われる。
スウェーデンで主にクリスマスに売られるユールムストという飲料にも杜松実が使われる。

### 食材
いくつかの北米のビャクシン属樹木は、香辛料として使われるものよりも甘く、樹脂のような風味が弱い球果を付ける。例えば、ある野外観察図鑑には、J. californicaの球果の果肉は「乾いて、粉末状で、繊維質だが、甘く、樹脂細胞はない」と書かれている。こういった種は風味付けだけに使われてきたのではなく、一部のネイティブアメリカンには栄養食品としても使われてきた。例えば、ブラックフット族は吐き気を治療するために杜松実茶を使っていた。クロウ族の女性は出産後に杜松実茶を飲んだ。医療や料理での使用に加えて、ネイティブアメリカンは杜松実内部の種子を宝飾品や装飾のためのビーズとして使ってきた。
杜松実から抽出された精油はアロマテラピーに使われる。

## 文化
J. phoeniceaやケードネズ（J. oxycedrus）などの球果が古代エジプトの墓地で見つかっている。J. oxycedrusはエジプトには自生しておらず、ツタンカーメンの墓でJ. oxycedrusと共に見つかったギリシャビャクシン（J. excelsa）も同様である。エジプトに輸入された杜松実はギリシャから来たものかもしれない。ギリシャ人は、食品として使うよりはるか昔に薬として杜松実を記録している。
ギリシャ人は杜松実が競技者の持久力を高めると信じていたため、古代オリンピックの多くで杜松実を使った。
ローマ人は、インドから輸入される高価な黒胡椒やヒハツの代替品として地元産の杜松実を使用した。また、混ぜ物としても使われた。大プリニウスの『博物誌』には「胡椒に杜松実が混ぜられている」と記されている。
杜松実はセラーノ族文化の不可分の一部であり、モハーヴェ川地域一帯で育てられていた。Wáꞌpeat村の名前はセラーノ語で杜松実を意味するwa'atに由来する。